# Phil Campbell
Phil Campbell is een plaats (town) in de Amerikaanse staat Alabama, en valt bestuurlijk gezien onder Franklin County.

## Demografie
Bij de volkstelling in 2000 werd het aantal inwoners vastgesteld op 1091.
In 2006 is het aantal inwoners door het United States Census Bureau geschat op 1051, een daling van 40 (-3,7%).

## Geografie
Volgens het United States Census Bureau beslaat de plaats een oppervlakte van
10,6 km², geheel bestaande uit land. Phil Campbell ligt op ongeveer 301 m boven zeeniveau.

## Plaatsen in de nabije omgeving
De onderstaande figuur toont de plaatsen in een straal van 32 km rond Phil Campbell.